# Kanton Mouzon
Kanton Mouzon (fr. Canton de Mouzon) byl francouzský kanton v departementu Ardensko v regionu Champagne-Ardenne. Tvořilo ho 13 obcí. Zrušen byl po reformě kantonů 2014.

## Obce kantonu
- Amblimont
- Autrecourt-et-Pourron
- Beaumont-en-Argonne
- Brévilly
- Douzy
- Euilly-et-Lombut
- Létanne
- Mairy
- Mouzon
- Tétaigne
- Vaux-lès-Mouzon
- Villers-devant-Mouzon
- Yoncq